# Konwersi
Konwersi (łac. conversi) – bracia zakonni – pierwotnie termin ten dotyczył dorosłych, którzy, wstępując do zakonu, czynili pokutę. Odrzucenie rzeczywistości świata świeckiego znane było jako conversio a saeculo, natomiast zmiana trybu życia – jako conversio morum. Analogicznym pojęciem dotyczącym kobiet było conversae (konwerski).
Termin konwers/konwerska dość szybko zaczął oznaczać zakonnika II kategorii, przeznaczonego przede wszystkim do ciężkich prac i pozbawionego możliwości pełnego uczestnictwa w życiu zakonnym. W środkowym średniowieczu osoby wstępujące do klasztorów, niezależnie od pochodzenia, w dużej mierze były niewykształcone (nawet osoby pochodzenia szlacheckiego bywały niepiśmienne), przez co nie mogły w pełni uczestniczyć w życiu zakonnym (np. nie znali dobrze modlitw łacińskich, nie potrafili śpiewać chorałów etc.) zanim nie nabyły stosownego wykształcenia w klasztorze. Równocześnie w tym okresie (aż do czasu wypraw krzyżowych) konwersja stała się dość popularna wśród osób pochodzenia szlacheckiego, które po śmierci małżonka oddawały majątek potomkom i wstępowały do klasztorów, aby tam spędzić resztę życia. Osoby takie z racji często dość zaawansowanego wieku oraz niewielkiej motywacji przeważnie nie mogły uzupełnić wykształcenia (inni zakonnicy wstępowali do zakonów młodo i przez lata kształcili się). Dlatego też zaczęto z nich tworzyć tzw. II Chór, którego członkowie musieli się nauczyć tylko kilku prostych modlitw i pieśni. Zwyczaj ten najdłużej przetrwał w zakonach rycerskich. Warunkiem zostania Krzyżakiem II Chóru było wyuczenie się na pamięć, przez pół roku, trzech modlitw łacińskich w tym: Zdrowaś Maryjo... i Ojcze nasz....
W zakonach zawsze istniało zapotrzebowanie na osoby niższego pochodzenia (chłopów). Najjaskrawiej zróżnicowanie społeczne było widoczne w zakonach cysterskich. Już w połowie XII w. zreformowano tam regułę i pozwolono na przyjmowanie do klasztoru konwersów (pierwotnie, zakonnicy mogli korzystać tylko z tego, co sami wytworzyli). Aby zostać zakonnikiem chórowym (I Chóru), a potem opatem bądź przeorem należało być szlachcicem, co zwykle wiązało się z posiadaniem funduszy lub dóbr przekazywanych zakonowi w momencie wstępowania. Okazało się, że cystersi potrzebują osób mogących należycie uprawiać otrzymaną ziemię, do czego szlachta nie była zbytnio chętna. Konwersami zostawały zatem osoby z niższych warstw społecznych, głównie chłopi, których przyjmowano do zakonu bez dóbr. Byli oni zakonnikami II kategorii. Mieli pracować w polu, przy transporcie, na budowach oraz wykonywać wszelkie prace związane z obsługą mnichów pełnoprawnych. U cystersów na 4-6 konwersów przypadał jeden pełnoprawny zakonnik. Konwersi nosili habity i składali śluby zakonne, lecz zwykle nie mieli dostępu do szlachty zakonnej. Nie uczestniczyli w kolegiach i innych zgromadzeniach. Osobno jedli i spali w dużych dormitoriach bez indywidualnych cel. W razie choroby osobno też byli leczeni. W oddalonych od klasztoru miejscach, tam gdzie były dobra zakonne, często powstawały dla nich miniatury klasztoru: kuchnia, dormitorium, refektarz. Wobec niekompletności dokumentacji takie miejsca omyłkowo mogą być brane za oddzielne opactwa. W innych zakonach (męskich i żeńskich) zjawisko to nie występowało w tak jaskrawej formie.
W późniejszym okresie w zakonach męskich podział na chóry zaczął zanikać, ponieważ z powodu utraty przez nie dóbr ziemskich nie byli już potrzebni chłopi do uprawy ziemi. W zakonach żeńskich natomiast podział ten w XIX w. nasilił się i przybrał formy podobne do cysterskich. Wynikało to z tego, że zakony żeńskie zaczęły prowadzić wtedy masowo takie instytucje, jak szkoły, sierocińce etc. – okazało się, że potrzeba było stosunkowo nielicznych wychowawczyń i nauczycielek oraz licznych osób obsługi (pranie, sprzątanie etc.). Dlatego też zakonnice I Chóru („chórowe”) zaczęły pełnić role nauczycielek (tym bardziej, że z racji pochodzenia były wykształcone), podczas gdy liczniejsze zakonnice II Chóru (konwerski) zaczęły zajmować się obsługą. Niektóre zakony męskie (np. Pijarzy) także prowadziły szkoły, ale w tym przypadku nie byli potrzebni zakonnicy do obsługi, ponieważ do tych szkół (w przeciwieństwie do instytucji prowadzonych przez zakony żeńskie) wstępowali chłopcy w starszym wieku (np. kilkanaście lat), którzy mogli zajmować się takimi pracami, jak również szkoły takie korzystały w razie potrzeby z pracy świeckich pracowników najemnych. W zakonach żeńskich w XX w. podział na chóry także zaczął tracić rację bytu, ponieważ w tym okresie zaczął zmieniać się charakter instytucji prowadzonych przez te zgromadzenia – zamiast sierocińców (i innych instytucji przeznaczonych dla małych dzieci) zakony te zaczęły (podobnie do zakonów męskich) prowadzić szkoły dla starszych dziewcząt, które nie wymagały obsługi.
Podział na chóry formalnie istniał do soboru watykańskiego II, który go zniósł.